# Liste der Adelsgeschlechter namens Briesen

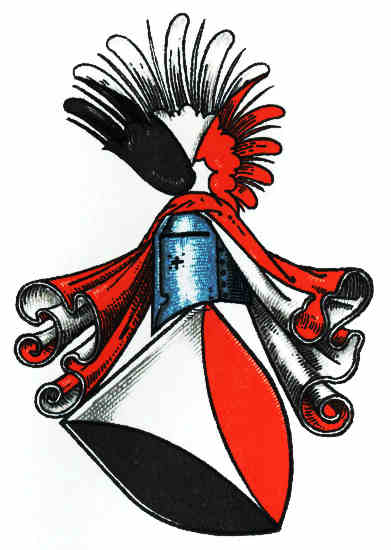
Wappen derer von Briesen (Mark)

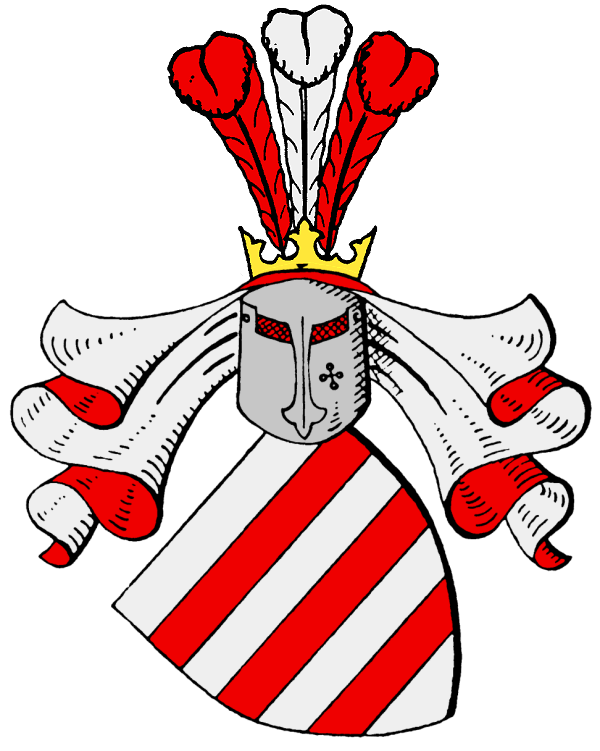
Wappen derer von Briesen (Neumark-Pommern)

Den Namen von Briesen trugen mehrere Adelsgeschlechter:
- ein nur noch dem Wappen nach bekanntes altes rheinländisches Adelsgeschlecht. 
Wappen: In Silber ein springendes rotes Einhorn.

- Briesen (Mark): ein altes märkisches Adelsgeschlecht, das mit Ritter Christian von Briesen, Zeuge des Markgrafen von Brandenburg, im Jahr 1298 urkundlich erstmals erscheint[1] und bereits 1415 im erblichen Besitz der Wasserburg Zibelle bei Triebel war. Die Familie gelangte auch in Polen zu einigem Ansehen, wo sie unter dem Namen Breza bekannt war. Zweige dieser Familie bestehen bis heute in den USA und Kanada.
Wappen: Durch Gabelschnitt von Silber über Schwarz und Rot gespalten. Auf dem Helm mit rot-silbernen Decken ein wie der Schild bezeichneter geschlossener Adlerflug.

- Briesen (Neumark-Pommern): ein altes neumärkisch-pommersches Adelsgeschlechts mit gleichnamigem Stammhaus im Landkreis Schivelbein, das mit dominus Hermannus de Breze am 16. Dezember 1212 urkundlich erstmals erscheint und mit Ritter Bertramus de Briesen, urkundlich 1256 genannt, Gutsherr auf Briesen und anderen, die direkte Stammreihe beginnt. 
Wappen: In Silber drei rote Balken. Auf dem Helm mit rot-silbernen Decken drei (rot, silber, rot) Straußenfedern.

- Briesen (1839): ein preußisches Adelsgeschlecht, das auf Christoph Briese, Malzbrauer und Ratsverwandter in Nordenburg (Ostpreußen), urkundlich 1718–1741 erwähnt, zurückgeführt wird und mit Friedrich David Eduard Briesen (* 18. Februar 1786; † 22. April 1864), königlich preußischer Regierungsrat und Baurat in Münster beginnt, der am 23. Dezember 1839 in Berlin in den preußischen Adelsstand erhoben wurde mit Diplom vom 22. Februar 1840. 
Wappen: In Silber ein roter Balken. Auf dem Helm mit rot-silbernen Decken drei (rot, silber, rot) Straußenfedern.

## Bekannte Familienmitglieder (ohne Einzelfamilienzuweisung)
- Adalbert Konstantin von Briesen († 1698), war polnischer Diplomat, Starost, Woiwode und Senator
- Ludwig von Briesen (1773–1859), preußischer Landrat
- Karl von Briesen (1765–1834), preußischer Generalleutnant
- Otto von Briesen (1804–1868), preußischer Landrat
- Reinhold von Briesen (1805–1882), preußischer Generalleutnant
- Louis Arthur von Briesen (1819–1896), preußischer Generalleutnant
- Constantin von Briesen (1821–1877), preußischer Landrat und Mitglied des Preußischen Abgeordnetenhauses
- Otto von Briesen (1832–1905), preußischer Generalleutnant
- Emy von Briesen (1857–1936), deutsche Malerin und Dichterin, Tochter des Constantin von Briesen
- Alfred von Briesen (1849–1914), preußischer General der Infanterie im Ersten Weltkrieg
- Kurt von Briesen (1883–1941), deutscher General der Infanterie im Zweiten Weltkrieg; Sohn von Alfred von Briesen
- Arthur von Briesen (1891–1981), deutscher Generalmajor im Zweiten Weltkrieg
- August von Briesen (1935–2003), deutsch-französischer Maler, Lithograf, Zeichner und Illustrator